# Subaşı, Cumayeri
Subaşı là một xã thuộc huyện Cumayeri, tỉnh Düzce, Thổ Nhĩ Kỳ. Dân số thời điểm năm 2010 là 199 người.